# بريان أرجويز
بريان جوشوا أرجويز (بالإنجليزية: Bryan Joshua Arguez)‏ (مواليد 13 يناير 1989 ب‍ميامي في الولايات المتحدة - ) هو لاعب كرة قدم أمريكي يلعب في مركز الوسط. شارك مع منتخب الولايات المتحدة تحت 17 سنة لكرة القدم ومنتخب الولايات المتحدة تحت 20 سنة لكرة القدم ومنتخب الولايات المتحدة تحت 23 سنة لكرة القدم. أما مع النوادي، فقد لعب مع إشتوريل برايا وإمباكت مونتريال ودي.سي. يونايتد ونادي هرتا برلين ونادي شمال كارولاينا ونادي ادمونتون وMiami Dade FC ‏ وMiami FC ‏ وفورت لودردايل سترايكرز وHertha BSC II ‏ وMinnesota United FC (2010–2016) ‏ وFort Lauderdale Strikers (2006–2016) ‏.

## وصلات خارجية
- بريان أرجويز على موقع الاتحاد الدولي (مؤرشف)  (الإنجليزية)
- بريان أرجويز على موقع الدوري الأمريكي (الإنجليزية)
- بريان أرجويز على موقع قاعدة بيانات كرة القدم.إي يو (الإنجليزية)
- بريان أرجويز على موقع Soccerway.com (الإنجليزية)
- بريان أرجويز على موقع عالم كرة القدم.نت (الإنجليزية)